# كلية طب الأسنان جامعة الأزهر بالقاهرة
كلية طب الأسنان جامعة الأزهر بالقاهرة هي إحدي كليات جامعة الأزهر، لتدريس المواد العلمية لعلوم طب الاسنان بجانب عدد من المواد الشرعية والمواد الطبية ذات العلاقة بطبيعة ممارسة مهنة طب الاسنان لمرحلة البكالوريوس والدراسات العليا بجانب خدمة المجتمع عن طريق تقديم الخدمة في مجال طب الاسنان من خلال العيادات الخارجية تحت اشراف أعضاء هيئة التدريس. أنشئت الكلية بقرار من شيخ الأزهر رقم 244 لسنة 1997 وكانت بداية الدراسة بها كشعبة من كلية الطب ثم تحولت إلى كلية مستقلة بتاريخ 7/7/2003.